# Кам'яниця Обухівська
Кам'яниця Обухівська — будинок у середмісті Львова на вулиці Вірменській, 4. Кам'яницю збудовано на початку XVII століття. З того часу і до середини XIX століття вона залишалася незмінною. На початку ХХІ століття тут облаштовано готель та ресторан «Рудольфо». Кам'яниця є пам'яткою архітектури національного значення під охоронним № 1251.

## Історія

### Початок XVII— середина XIX століття
Будівництво двоповерхової кам'яниці на парцелі нинішньої вулиці Вірменської розпочалось на початку XVII століття. Сучасний будинок побудували на місці попереднього, і він зберігає первісний напрям вуличної мережі середмістя. Ця частина вулиці ще 1444 року згадувалась як вулиця Пекарська. З 1792 року цю нижню частину вулиці Вірменської перейменували з Пекарської на Академічну або Університетську через близькість до університету, що відтак згорів 1848 року. Від цієї ж пожежі було сильно пошкоджено кам'яницю.
Два роки по тому, 1850 року, провели ремонт та реконструкцію кам'яниці. Було надбудовано третій поверх, стилізовано будівлю елементами класицизму, влаштовано балкон.

### Кінець XIX— XX століття.
1876 року замінено гонтовий дах на бляшаний із даховими віконцями у чільній стіні на осях вікон помешкань; влаштовано ліхтар над сходовою кліткою будинку. 1909 року за проектом архітектора Генрика Орлеана та на замовлення власників будинку Натана та Ґені Бойків проведено пристосування партеру під торгові приміщення. 1947 року проведено переобладнання торгових приміщень партеру на житлові помешкання, яких по закінченню робіт було тринадцять.

### XXI століття
У 2008-2013 роках за проектом, розробленим в інституті «Укрзахідпроектреставрація» архітекторами Зиновієм Лагушем та Ярославом Мартинюком, проведено реконструкцію кам'яниці з пристосуванням приміщень партеру та пивниць під ресторан та готель. 2013 року тут відкрився готель та ресторан «Рудольфо».